# بولي جيمس
بولي جيمس (بالإنجليزية: Polly James)‏ هي ممثلة بريطانية، ولدت في 8 يوليو 1941 في لانكشر في المملكة المتحدة.

## وصلات خارجية
- بولي جيمس على موقع IMDb (الإنجليزية)
- بولي جيمس على موقع ميوزك برينز (الإنجليزية)
- بولي جيمس على موقع قاعدة بيانات برودواي على الإنترنت (الإنجليزية)
- بولي جيمس على موقع ديسكوغز (الإنجليزية)
- بولي جيمس على موقع قاعدة بيانات الفيلم (الإنجليزية)
- بولي جيمس على موقع كينوبويسك (الروسية)